# Коргалидзе, Отар Иванович
Ота́р Иванович Коргали́дзе (груз. ოთარ კორღალიძე; 2 сентября 1960, Тбилиси, Грузинская ССР, СССР) — советский и грузинский футболист и тренер.

## Карьера

### Клубная
Начал играть в 35-й школе у Т. Мелашвили (1970).
Выступал за грузинские клубы «Гурия» из Ланчхути, «Динамо» и «Локомотив» из Тбилиси, «Торпедо» из Кутаиси.
В ноябре 1993 провел 3 игры за «Аустрию» (Зальцбург), однако своей игрой не впечатлил тренеров и с ним расстались. Весеннюю часть сезона 1993/94 провел за «Винер Шпорт-Клуб».
В 90-х выступал за азербайджанский «Нефтчи», эстонскую «Флору».

### Тренерская
В Грузии начал тренерскую карьеру — работал помощником Муртаза Хурцилавы в 1999 в тбилисском «Динамо».
Также в сезоне 1998/99 был главным тренером клуба «Арсенали» из Тбилиси. Сезон 1999/00 начал главным тренером ФК «Тбилиси», но уже после первого тура, в августе 1999 года, был назначен главным тренером «Динамо» из Тбилиси.
В 2000 уехал в Эстонию, где провёл 1 игру за эстонский клуб Курессааре.
В Эстонии работал с молодёжной сборной Эстонии, тренировал «Флору».

## Личная жизнь
Сын Леван Коргалидзе — профессиональный футболист.